# Tony Jaros
Anthony Joseph "Tony" Jaros (Minneapolis, Minnesota, 21 de febrero de 1920-St. Anthony, Minnesota, 22 de abril de 1995) fue un jugador de baloncesto estadounidense que disputó cuatro temporadas entre la BAA y la NBA, y una más en la NBL. Con 1,91 metros de estatura, jugaba en la posición de alero.

## Trayectoria deportiva

### Universidad
Jugó durante 4 temporadas con los Golden Gophers de la Universidad de Minnesota.

### Profesional
En 1946 fichó por los Chicago Stags de la recién creada BAA, siendo uno de los jugadores más destacados, promediando 8,2 puntos por partido, y llegando a las Finales en las que cayeron ante Philadelphia Warriors.
Al año siguiente se formó el equipo de los Minneapolis Lakers, que se inscribieron en la NBL, y sus primeros fichajes fueron Jaros y Don “Swede” Carlson, ambos procedentes de los Stags y originarios de Minnesota. Tras ganar la liga con George Mikan como estrella del equipo, en 1948 se unieron a la BAA, ganando nuevamente el anillo de campeones tras derrotar en las Finales a los Washington Capitols. Jaros promedió 5,8 puntos y 1,0 asistencias por partido.
En 1949 la liga pasó a denominarse NBA, y los Lakers siguieron con su supremacía, volviendo a ganar el campeonato, con Jaros prediendo protagonismo, promediando 3,9 puntos y 1,0 asistencias por partido. Jugó una temporada más en el equipo, para retirarse definitivamente en 1951.

#### Estadísticas en la BAA y la NBA

##### Temporada regular
| Temporada | Edad | Equipo             | Liga  | P   | TIT | MIN | TC  | TCA  | %TC  | 3P | 3PA | %3P | TL  | TLA | %TL  | R.OF. | R.DEF. | REB | ASIS | ROB | TAP | PER | FP  | PTS |
| 1946-47   | 26   | Chicago Stags      | BAA   | 59  |     |     | 3.0 | 10.4 | .289 |    |     |     | 2.2 | 3.1 | .707 |       |        |     | 0.5  |     |     |     | 2.6 | 8.2 |
| 1948-49   | 28   | Minneapolis Lakers | BAA   | 59  |     |     | 2.2 | 6.5  | .343 |    |     |     | 1.3 | 1.9 | .718 |       |        |     | 1.0  |     |     |     | 1.9 | 5.8 |
| 1949-50   | 29   | Minneapolis Lakers | NBA   | 61  |     |     | 1.4 | 4.7  | .291 |    |     |     | 1.2 | 1.6 | .750 |       |        |     | 1.0  |     |     |     | 1.7 | 3.9 |
| 1950-51   | 30   | Minneapolis Lakers | NBA   | 63  |     |     | 1.4 | 4.6  | .307 |    |     |     | 1.0 | 1.6 | .631 |       |        | 2.1 | 1.1  |     |     |     | 2.1 | 3.8 |
| Total     |      |                    | TOTAL | 242 |     |     | 2.0 | 6.5  | .306 |    |     |     | 1.4 | 2.0 | .702 |       |        | 2.1 | 0.9  |     |     |     | 2.1 | 5.4 |
|           |      |                    | NBA   | 124 |     |     | 1.4 | 4.6  | .299 |    |     |     | 1.1 | 1.6 | .688 |       |        | 2.1 | 1.1  |     |     |     | 1.9 | 3.9 |
|           |      |                    | BAA   | 118 |     |     | 2.6 | 8.5  | .310 |    |     |     | 1.8 | 2.5 | .711 |       |        |     | 0.7  |     |     |     | 2.3 | 7.0 |

##### Playoffs
| Temporada | Edad | Equipo             | Liga  | P  | MIN | TCA | TC  | 3PA | 3P | TLA | TL | R.OF. | REB | ASIS | ROB | TAP | PER | FP | PTS | %TC  | %3P | %FT  | MIN | PTS | REB | AST |
| 1946-47   | 26   | Chicago Stags      | BAA   | 11 |     | 40  | 151 |     |    | 22  | 31 |       |     | 4    |     |     |     | 32 | 102 | .265 |     | .710 |     | 9.3 |     | 0.4 |
| 1948-49   | 28   | Minneapolis Lakers | BAA   | 10 |     | 20  | 56  |     |    | 18  | 23 |       |     | 11   |     |     |     | 28 | 58  | .357 |     | .783 |     | 5.8 |     | 1.1 |
| 1949-50   | 29   | Minneapolis Lakers | NBA   | 2  |     | 0   | 3   |     |    | 1   | 2  |       |     | 0    |     |     |     | 2  | 1   | .000 |     | .500 |     | 0.5 |     | 0.0 |
| 1950-51   | 30   | Minneapolis Lakers | NBA   | 7  |     | 6   | 20  |     |    | 8   | 11 |       | 7   | 6    |     |     |     | 11 | 20  | .300 |     | .727 |     | 2.9 | 1.0 | 0.9 |
| Total     |      |                    | TOTAL | 30 |     | 66  | 230 |     |    | 49  | 67 |       | 7   | 21   |     |     |     | 73 | 181 | .287 |     | .731 |     | 6.0 | 1.0 | 0.7 |
|           |      |                    | BAA   | 21 |     | 60  | 207 |     |    | 40  | 54 |       |     | 15   |     |     |     | 60 | 160 | .290 |     | .741 |     | 7.6 |     | 0.7 |
|           |      |                    | NBA   | 9  |     | 6   | 23  |     |    | 9   | 13 |       | 7   | 6    |     |     |     | 13 | 21  | .261 |     | .692 |     | 2.3 | 1.0 | 0.7 |